# Natanael (seguidor de Jesús)

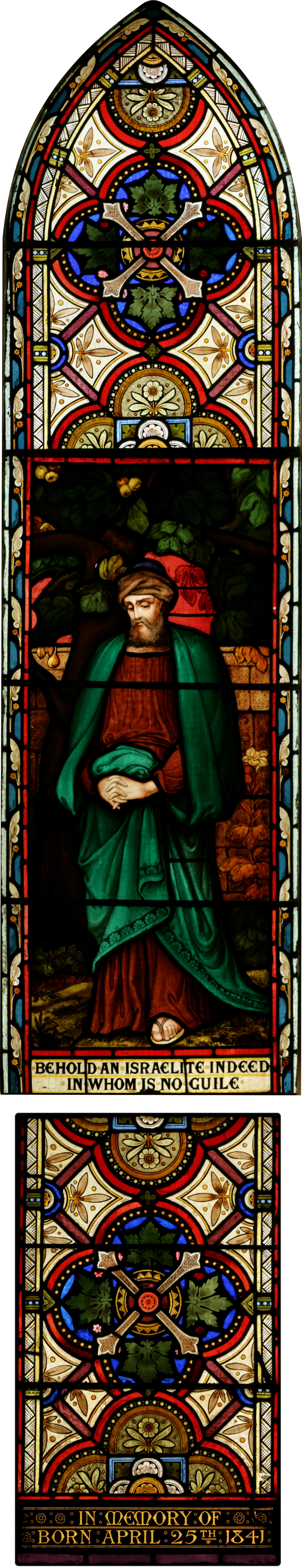
El bíblico Natanael representado en una vidriera en el crucero de Iglesia Anglicana de San Juan, Ashfield (Nueva Gales del Sur)

Natanael (en hebreo נתנאל, en griego Ναθαναήλ, "Dios ha dado"), también conocido como Nataniel de Caná fue un discípulo de Jesús, mencionado sólo en capítulos 1 y 21 del Evangelio de Juan.
Normalmente se le considera la misma persona que el apóstol Bartolomé.

## Relato evangélico
En el Evangelio de Juan, Natanael es presentado como amigo de Felipe, de Betsaida (1:43-44). Los primeros discípulos que siguen a Jesús son retratados acudiendo inmediatamente a familiares o amigos: así, Felipe encontró a Natanael y le dijo: "Hemos encontrado a Aquel de quien Moisés en la ley, y también los profetas, escribieron: Jesús, el hijo de san José". 
Se describe a Natanael como inicialmente escéptico sobre si el Mesías podría venir de Nazaret, diciendo: "¿De Nazaret puede salir algo bueno?", pero, no obstante, acepta la invitación de Felipe para averiguarlo. Jesús lo caracteriza inmediatamente como "un israelita en quien no hay engaño". Algunos estudiosos sostienen que la cita de Jesús "Antes que Felipe te llamara, cuando estabas debajo del árbol, yo te vi", se basa en una figura retórica judía, que se refiere al estudio de la Torá. Natanael reconoce a Jesús como "Rabí", "el Hijo de Dios" y "el Rey de Israel".
Reaparece (como "Natanael de Caná") al final del Evangelio de Juan, como uno de los discípulos a los que Jesús se apareció en el Mar de Galilea después de la Resurrección.

## Identificación como Bartolomé
Se suele identificar a Natanael con Bartolomé el Apóstol mencionado en los Evangelios Sinópticos y NKJV. La fuente de esta identificación es Bartolomé por ser un apellido, y porque Bartolomé y Felipe siempre aparecen juntos en los evangelios sinópticos.  El ejemplo más antiguo conocido de esta identificación es de Ishodad de Merv (c. 850). La referencia más antigua conocida en Occidente se encuentra en Ruperto de Deutz (m. 1129).
Sin embargo, algunos no están de acuerdo con esta identificación. san Agustín sospechaba que Natanael no era uno de los doce en absoluto porque era muy versado en la ley. La identificación más temprana de Natanael con uno de los Doce Discípulos se encuentra en la Epistula Apostolorum del siglo II, donde se le identifica con Santiago, hijo de Alfeo o toma su lugar.